# Alexis Aspietes
Alexis Aspietes ( grec moderne : Ἀλέξιος Ἀσπιέτης) (actif entre 1159 et 1205) est un gouverneur byzantin et chef militaire qui est capturé par les Bulgares et mène une rébellion anti-bulgare à Philippopolis en 1205, étant acclamé empereur par les citoyens.

## Biographie
Membre de la famille Aspietes, d'origine noble arménienne, Alexis Aspietes est probablement un parent des généraux Michel Aspietes et Constantin Aspietes, actifs à la fin du XIIe siècle. Alexis Aspietes apparaît pour la première fois en 1195, alors qu'il est gouverneur de la ville de Serrès, et reçoit l'ordre de l'empereur Alexis III Ange de marcher contre la rébellion bulgare - valaque des frères Pierre et Ivan Asen. En l'occurrence, à l'été ou à l'automne de la même année, Aspietes et son armée sont vaincus par les rebelles, qui font de nombreux prisonniers, dont Aspietes lui-même.
Aspietes disparaît des archives pendant la décennie suivante mais a apparemment été libéré de captivité puisqu'en 1205, il est mentionné comme étant à Philippopolis (Plovdiv moderne en Bulgarie). Au lendemain de la victoire écrasante du tsar bulgare Kaloyan sur les forces de l'Empire latin à la bataille d'Andrinople le 14 avril, les citoyens grecs majoritairement byzantins de Philippopolis se soulevent contre la conquête imminente de leur ville par Kaloyan, et proclament Aspietes empereur. Kaloyan tourne immédiatement son armée contre la ville et, après une brève résistance, les habitants sont contraints de se rendre sous conditions en juin. Kaloyan, cependant, enragé par la collusion des Grecs avec les Latins, ne tient pas parole et exécute les dirigeants de la ville, dont Aspietes qui, selon Ncétas Choniatès, est d'abord laissé pendu la tête en bas avant d'être démembré et jeté dans un ravin pour être mangé par les vautours.